# Quaver Nunatak
Quaver Nunatak är en nunatak i Antarktis. Den ligger i Västantarktis. Argentina, Chile och Storbritannien gör anspråk på området. Toppen på Quaver Nunatak är 250 meter över havet.
Terrängen runt Quaver Nunatak är huvudsakligen kuperad, men den allra närmaste omgivningen är platt. Trakten är obefolkad. Det finns inga samhällen i närheten.